# Jezsámen
A jezsámen (Philadelphus) a somvirágúak (Cornales) rendjéhez, ezen belül a hortenziafélék (Hydrangeacea) családjához tartozó, mintegy 70 fajt számláló nemzetség. A fajok hazája Dél-Európa, Ázsia, Észak- és Közép-Amerika.
A 19. század század második felének és a múlt század elejének egyik divatnövénye volt. Ekkoriban Nyugat-Európában intenzíven nemesítették, rengeteg fajtáját hozták létre, amelyek nagy része sokszor ismeretlen származású hibrid. Magyarországon is sok, egymással néha teljesen azonos díszértékkel bíró és igényű jezsámen faj és fajta található meg a kertekben.

## Tulajdonságai
Néhány közép-amerikai örökzöld fajtól eltekintve lombhullató, legfeljebb 5 m magasra növő cserjék. Leveleik egyszerűek, átellenes állásúak, szélük fűrészes, fogas vagy ép. Virágaik fürtben, bugában, bogernyőben vagy magánosan állnak. A termés 4 kopáccsal nyíló tok sok apró maggal. 
Május-júniusban nyíló virágainak illata a szubtrópusokon élő valódi jázminok (pl. Jasminum grandiflorum) illatára emlékeztető.
A jezsámencserjék bár a félárnyékot is tűrik, fénykedvelőek, napos helyen virágoznak a legszebben. A szokásos kerti talaj nagyon megfelelő számukra. A sűrű növésű, idős bokrokat a fás ágrészek időnkénti ritkításával és a túl hosszúnövésűek visszavágásával alakítják. Legegyszerübben dugványról szaporítható, a hosszú növésűeket tavaszi fás dugványról, a gyengébb növésűeket zölddugványokról nyár elején, üveg alatt. Az első télen a dugványokat takarással kell védeni.

## Ismertebb fajok
- Közönséges jezsámen vagy illatos jezsámen (Philadelphus coronarius)

2-3 méter magas cserje, erősen illatos fehér virágokkal. Másodéves vesszőinek kérge sötétbarna, kissé hámló. Hazája Olaszországtól Kaukázusig terjed. Hazánkban az egyik legrégebben és leggyakrabban ültetett faj, közepes szárazságtűréssel. Virágai kb. 3 cm átmérőjűek, fehérek, nagyon illatosak, kevés virágú fürtökben nyílnak, kb. június elején.
- Molyhoslevelű jezsámen (Philadelphus pubescens)

Erőteljes növekedésű, 3–5 m magas cserje. Leveleinek fonáka sűrűn szürke-szőrös, a másodéves vesszők kérge világos színű, nem hámlik. Tejfehér virágai nem illatosak és a közönséges jezsámennél 1-2 héttel később, június végén-július elején nyílnak. Az USA délkeleti részéről származó, szárazságtűrő faj. 
- Kislevelű jezsámen (Philadelphus  microphyllus)

Gyenge növekedésű, 1 m-nél ritkán magasabb cserje. Vékony vesszővel és apró levelekkel rendelkezik. Virágai jellegzetes, kellemes szamócaillatúak. Hazája az USA délnyugati része. Az alapfajt kertekbe ritkán ültetik, az alacsony termetű fajták előállítására azonban gyakran felhasználták a keresztezésekhez.
Hibridek
- Kerti jezsámen (Philadelphus x lemoneii)

A faj neve és előállítása a híres francia kertészdinasztia a Lemoine család nevéhez fűződik. Az ide tartozó hibrid fajtákat a Philadelphus coronarius és a Philadelphus microphyllus keresztezésével állították elő.
Közös tulajdonságuk, hogy középmagasak (1-1,5 m), vékony, sötétbarna vesszőkkel, leveleik viszonylag kicsik, de az előző fajhoz képest valamennyire nagyobbak. Az előzőeknél igényesebb faj, de gazdagon virágzik. Alacsony cserjefoltok, vagy nyíratlan jelzősövények kialakítására kiválóak.
- Sokvirágú jezsámen (Philadelphus x polyanthus)

Az előző fajhoz igen hasonló igényű és megjelenésű, de még kisebb levelű és termetű (1 m körüli) hibridcsoport.
- Teltvirágú jezsámen (Philadelphus x virginalis).

A legszebb teltvirágú hibrid faj.Többszörös keresztezés eredményeképpen létrejött fajtacsoport, mely fajtáinak közös tulajdonsága a telt, illatos virág. Termetében, levélszabásban és ökológiai igényekben eltérnek egymástól. Az alacsony (1-1,5 m magas) fajták a Philadelphus lemonei-hez, az erős növekedésűek (2-2,5 m) a Philadelphus pubescenshez ill. Philadelphus coronariushoz állnak közel. Felfelé törő növekedésű 1–2 m magas cserje.Levelei  tojásdad alakúak, rövid csúcsúak, lekerekedő vállúak, szélük ritkásan fogas.Virágai félig teltek, vagy teltek. A Philadelphus x virginalis 'Schneesturm' fajta virágai rendszerint 3-7 virágú fürtökben nyílnak, júniusban, amikor szinte beborítják a bokrot.
- Pettyes jezsámen (Philadelphus x purpureomaculatus)

Ugyancsak többszörös keresztezéssel létrejött fajtacsoport, amelyek képviselőinek közös tulajdonsága a "szemes" virág, a fehér szirmok belső részén található pirosas-bíbor folttal. 
Bár egyes nagyvirágú fajtái rendkívül szépek, igényessége miatt nálunk nem nagyon terjedt el, elsősorban hobbikeretbe való.
A jezsámenek fás dugvánnyal vagy nyár eleji zölddugványozással szaporíthatók.

## Teljes fajlista
- Philadelphus affinis Schltdl.
- Philadelphus argenteus Rydb.
- Philadelphus argyrocalyx Wooton
- Philadelphus asperifolius Körn.

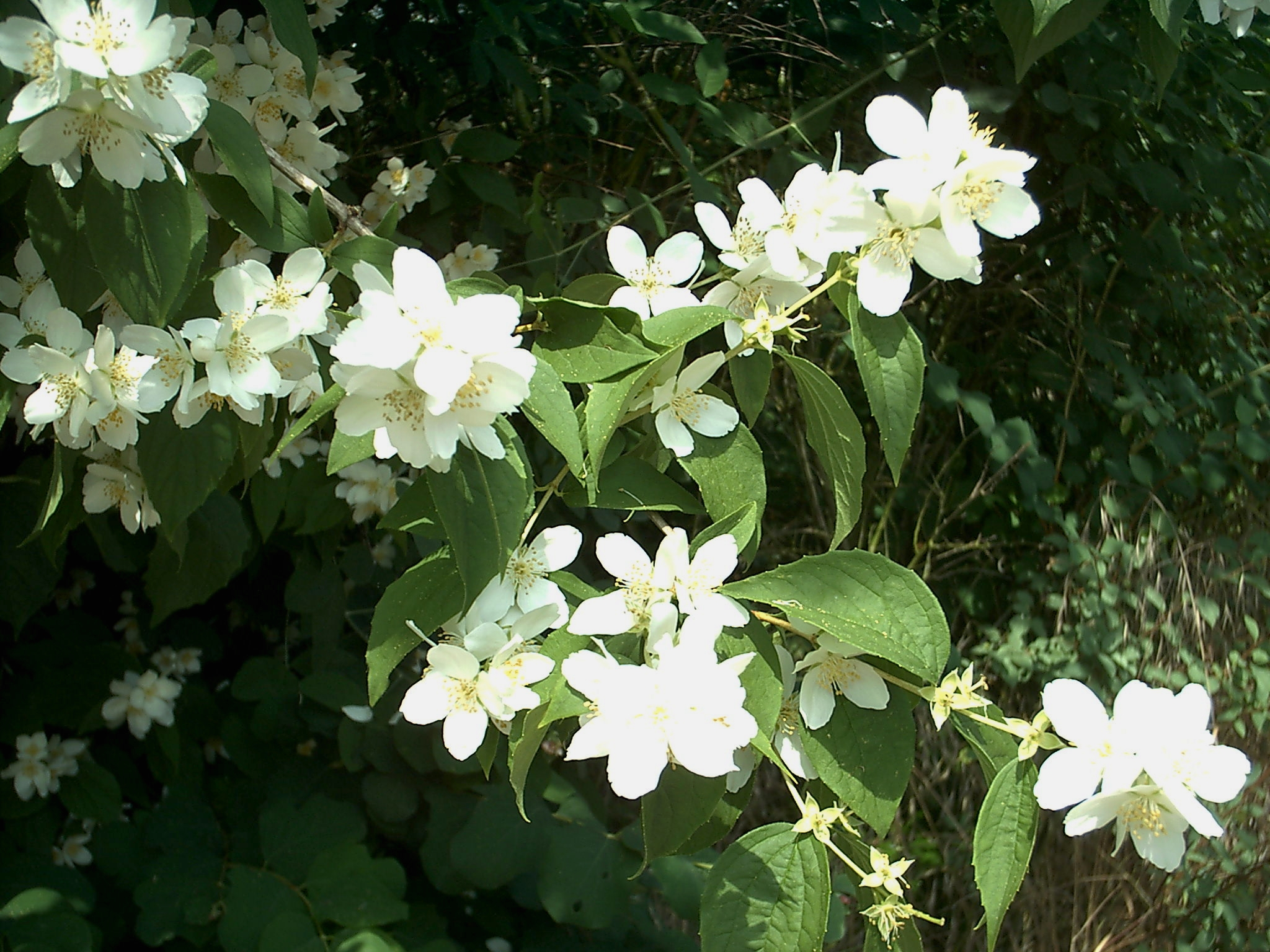
Közönséges jezsámen

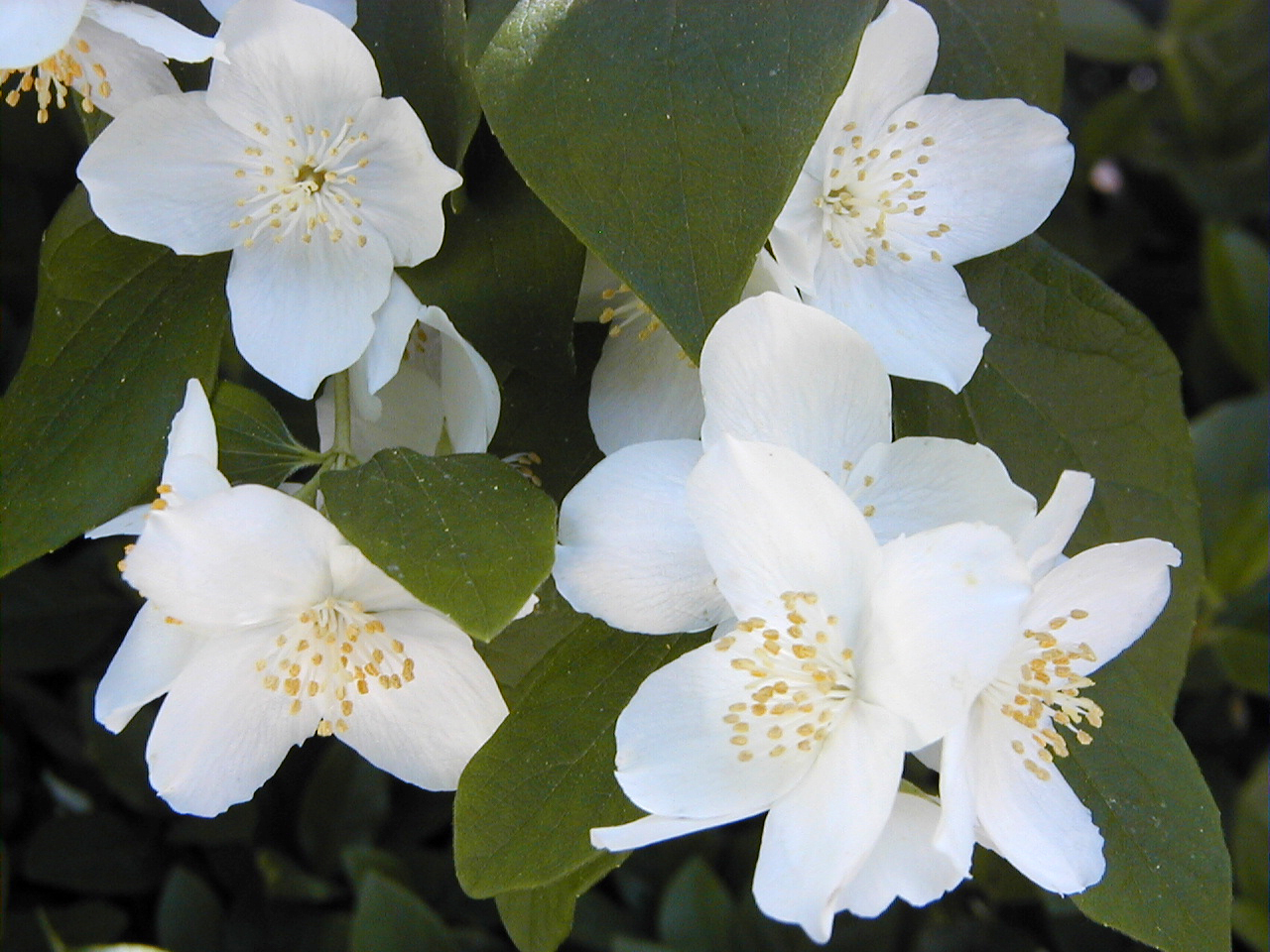
Molyhoslevelű jezsámen

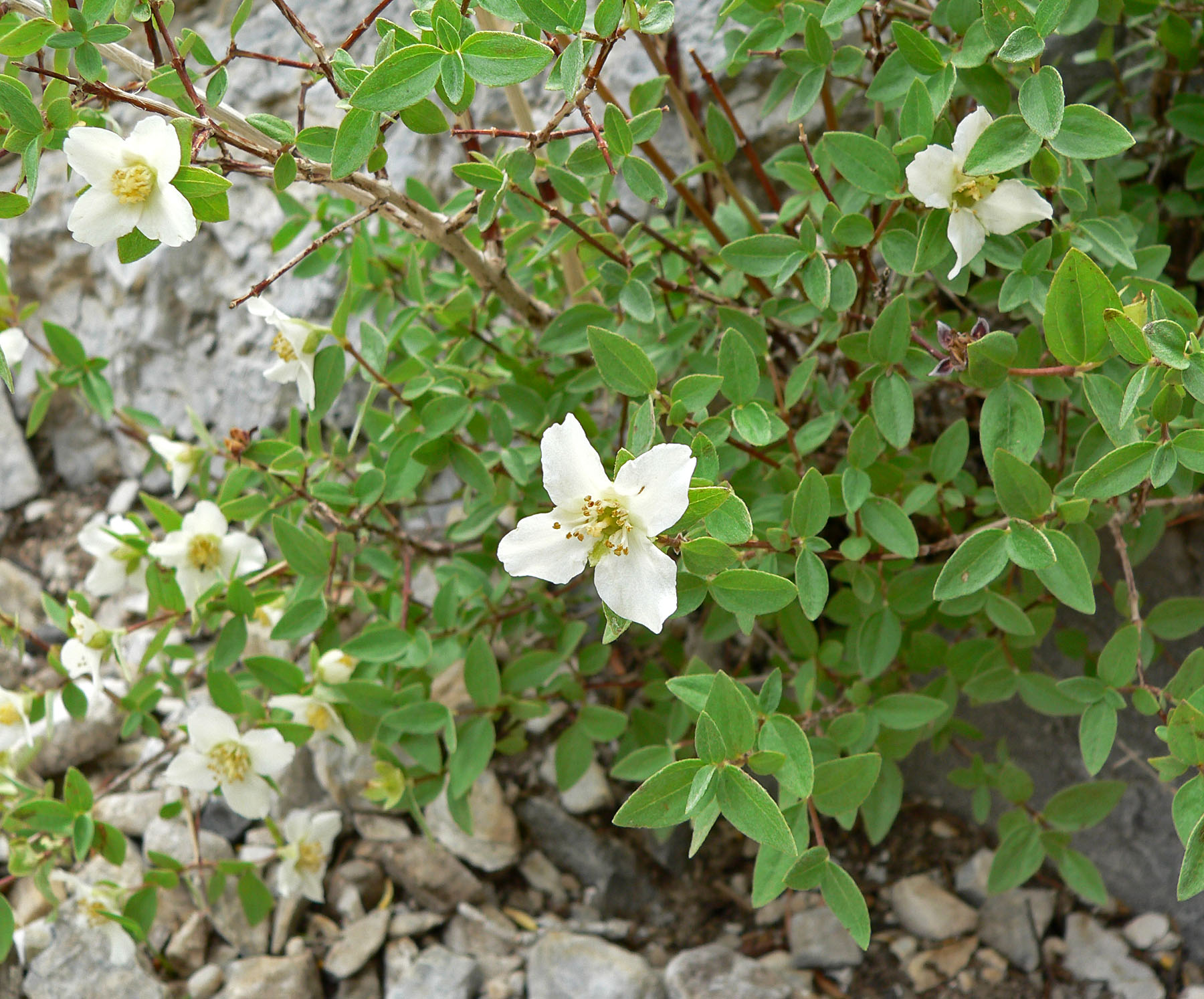
Kislevelű jezsámen

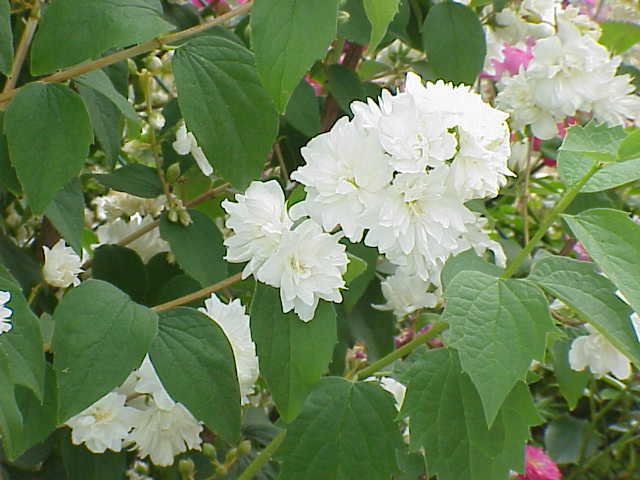
Teltvirágú jezsámen

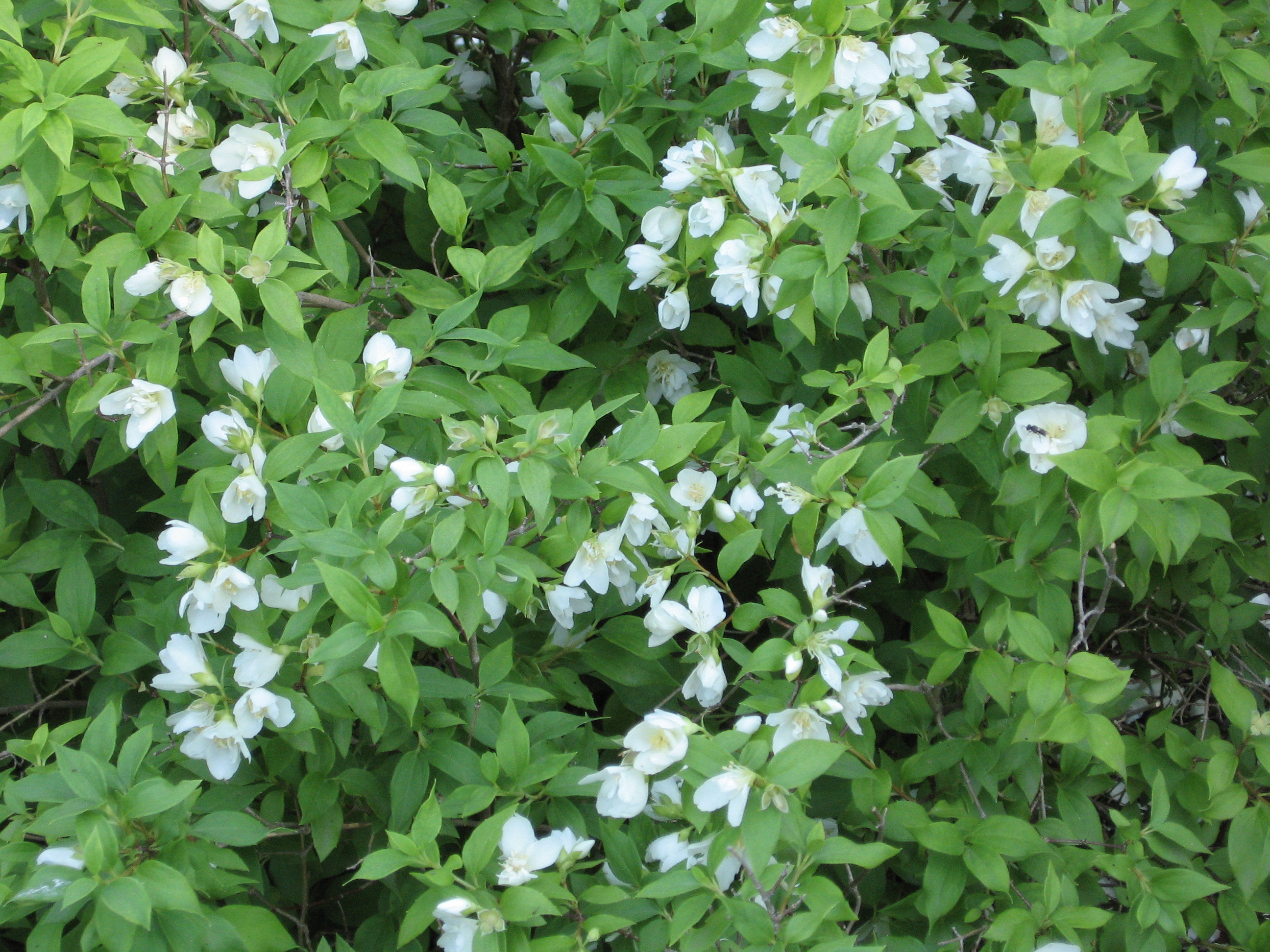
Kerti jezsámen 'Manteau d' Hermine' fajta

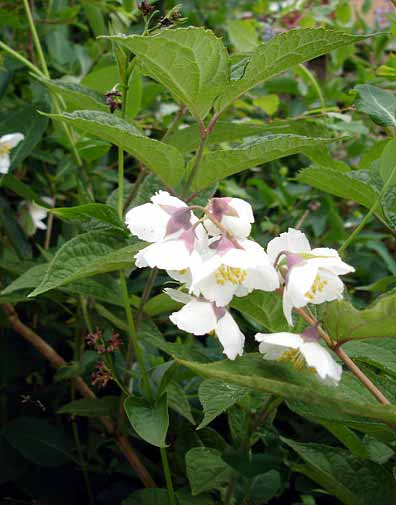
Pettyes jezsámen

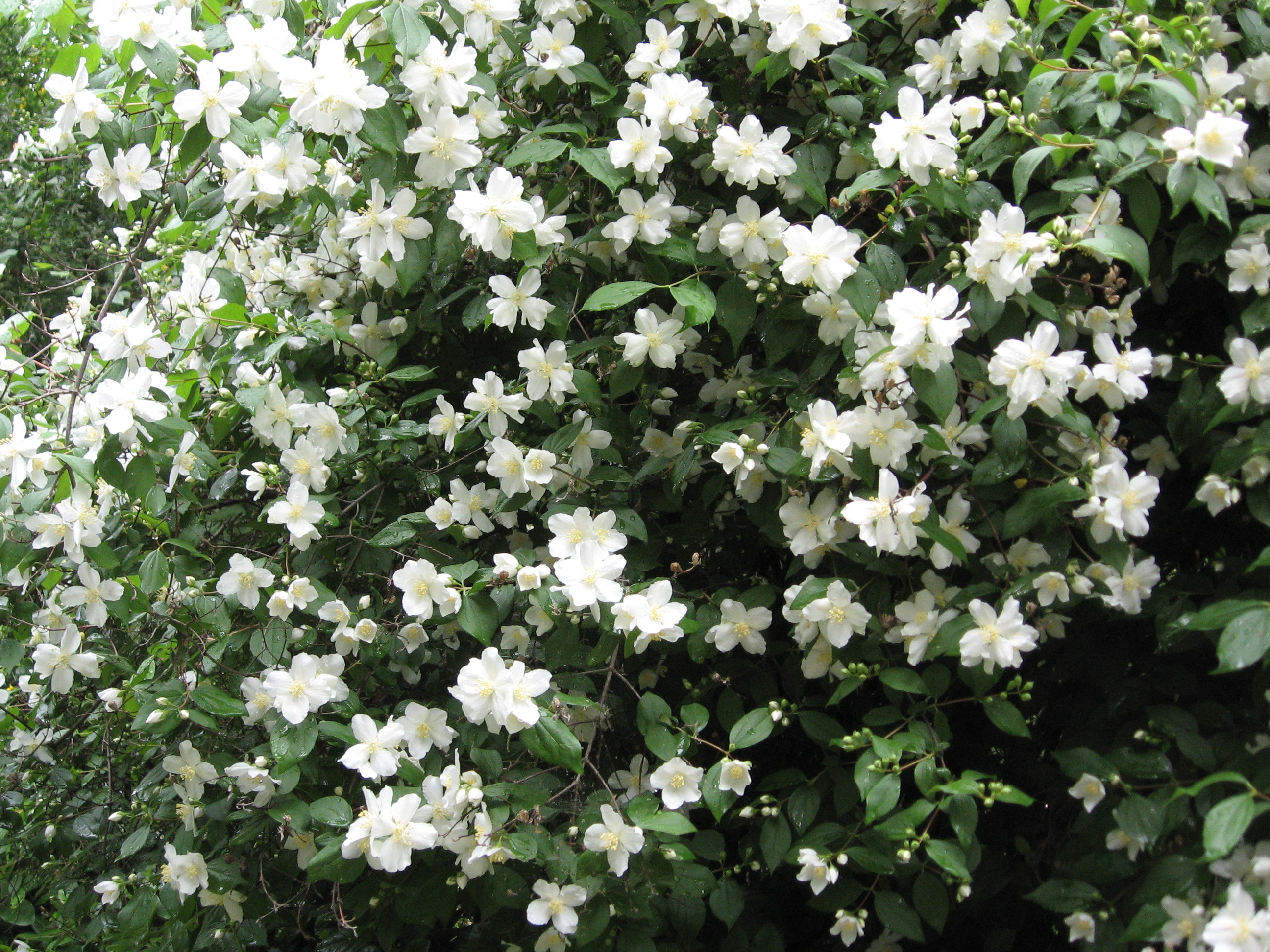
Virágzó jezsámenbokor

- Philadelphus austromexicanus S.Y. Hu
- Philadelphus bifidus (C.L. Hitchc.) S.Y. Hu
- Philadelphus brachybotrys (Koehne) Koehne
- Philadelphus calcicolus S.Y. Hu
- Philadelphus californicus Benth.
- Philadelphus calvescens (Rehder) S.M. Hwang
- Philadelphus caudatus S.M. Hwang
- Philadelphus coronarius L. - illatos jezsámen
- Philadelphus coulteri S. Watson
- Philadelphus crinitus (C.L. Hitchc.) S.Y. Hu
- Philadelphus dasycalyx (Rehder) S.Y. Hu
- Philadelphus delavayi L.Henry
- Philadelphus ernestii S.Y. Hu
- Philadelphus floridus Beadle
- Philadelphus gattingeri S.Y. Hu
- Philadelphus glabripetalus S.Y. Hu
- Philadelphus gloriosus Beadle
- Philadelphus gordonianus Lindl.
- Philadelphus grandiflorus Willd.
- Philadelphus henryi Koehne
- Philadelphus hirsutus Nutt.
- Philadelphus hitchcockianus S.Y. Hu
- Philadelphus incanus Koehne
- Philadelphus inodorus L.
- Philadelphus intectus Beadle
- Philadelphus kansuensis (Rehder) S.Y. Hu
- Philadelphus karwinskyanus Koehne
- Philadelphus kunmingensis S.M. Hwang
- Philadelphus laxiflorus Rehder
- Philadelphus lewisii Pursh
- Philadelphus lushuiensis T.C. Ku & S.M. Hwang
- Philadelphus maculatus (C.L. Hitchc.) S.Y. Hu
- Philadelphus madrensis Hemsl.
- Philadelphus matudae Lundell
- Philadelphus mearnsii W.H. Evans ex Rydb.
- Philadelphus mexicanus Schltdl.
- Philadelphus microphyllus A. Gray - kislevelű jezsámen
- Philadelphus myrtoides Bertol.
- Philadelphus oblongifolius S.Y. Hu
- Philadelphus occidentalis A. Nelson
- Philadelphus osmanthus S.Y. Hu
- Philadelphus palmeri Rydb.
- Philadelphus pekinensis Rupr.
- Philadelphus pringlei S.Y. Hu
- Philadelphus pubescens Loisel. - molyhoslevelű jezsámen
- Philadelphus pueblanus S.Y. Hu
- Philadelphus purpurascens (Koehne) Rehder
- Philadelphus purpusii Brandegee
- Philadelphus reevesianus S.Y. Hu
- Philadelphus sargentianus S.Y. Hu
- Philadelphus satsumi Siebold ex Lindl. & J. Paxton
- Philadelphus schrenkii Rupr.
- Philadelphus sericanthus Koehne
- Philadelphus serpyllifolius A. Gray
- Philadelphus subcanus Koehne
- Philadelphus tenuifolius Rupr.
- Philadelphus tetragonus S.M. Hwang
- Philadelphus texensis S.Y. Hu
- Philadelphus tomentosus Wall. ex G. Don
- Philadelphus tsianschanensis Wang et Li
- Philadelphus wootonii S.Y. Hu
- Philadelphus zhejiangensis S.M. Hwang
- Philadelphus x virginalis Schneesturm

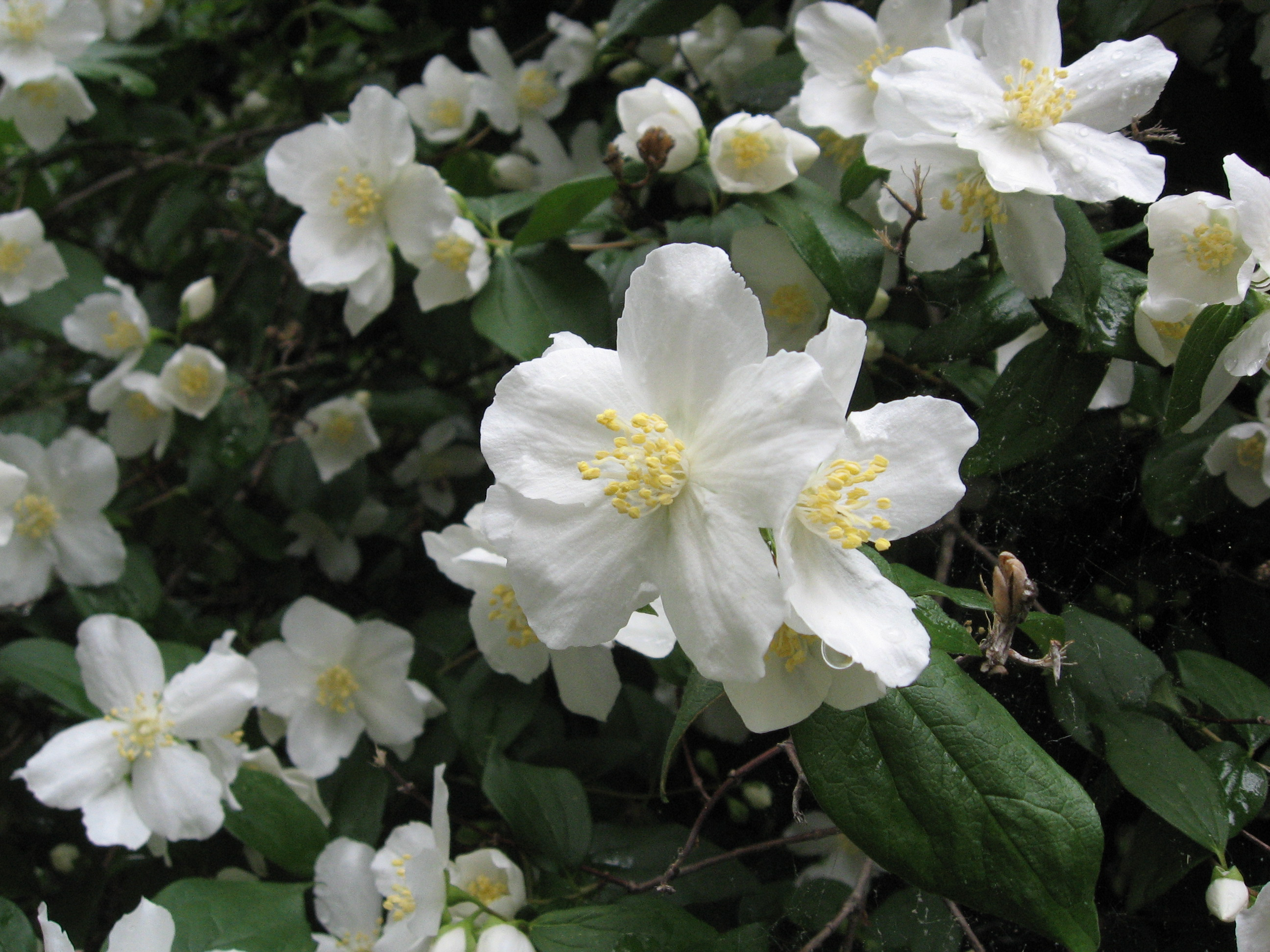
Philadelphus lewisii
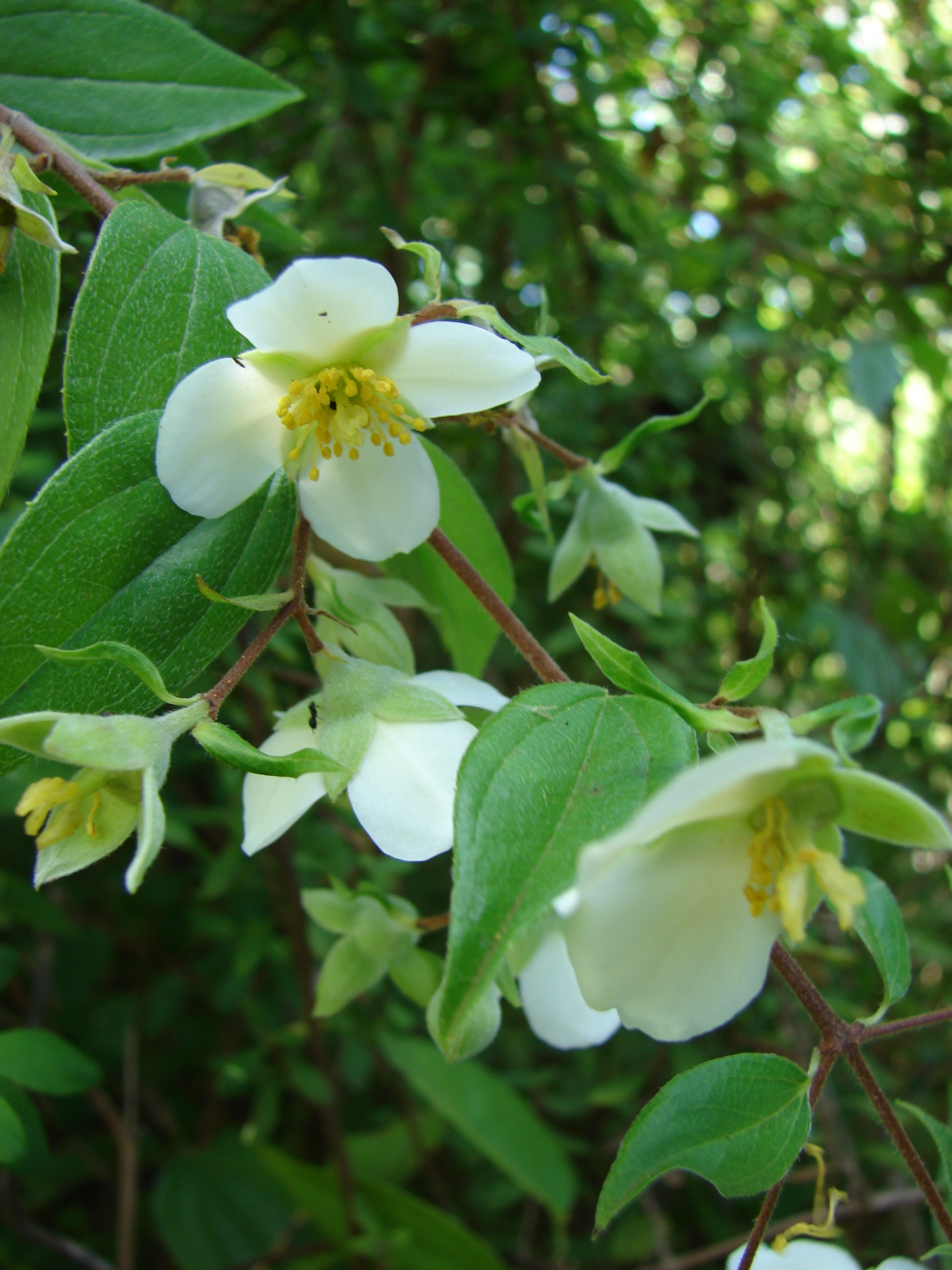
Philadelphus karwinskianus

## Lásd még
- Jázmin, amely Olajfaféle